# Florida International University

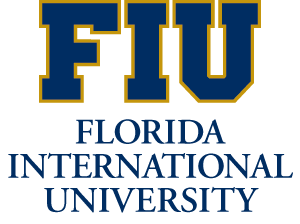
Logo van de FIU

Florida International University (FIU) is een Amerikaanse universiteit in Miami opgericht in 1965. De universiteit heeft behalve in Miami ook een campus in North Miami en in Tianjin en Genua.